# Conrad Brunkman
Conrad Brunkman, švedski veslač, * 20. januar 1887, † 27. maj 1925.
Brunkman je bil član švedskega četverca s krmarjem široke gradnje, ki je na Poletnih olimpijskih igrah 1912 v Stockholmu osvojil srebrno medaljo. Na istih igrah je veslal tudi v švedskem osmercu, ki je bil izločen v četrtfinalu. 